# Greg Foster (basket-ball)
Pour les articles homonymes, voir Greg Foster.
Gregory Clinton « Greg » Foster, né le 3 octobre 1968 à Oakland en Californie, est un joueur puis entraîneur américain de basket-ball. Il évolue aux postes d'ailier fort et de pivot durant sa carrière.

## Palmarès
- Champion NBA 2001